# Bolje ne može
Bolje ne može (eng. As Good as It Gets) je američka humorna drama iz 1997. koju je režirao James L. Brooks. Film na humorističan način govori o kompulzivno-opsesivnom poremećaju te je osvojio Oscara i Zlatni globus.

## Filmska ekipa
Režija: James L. Brooks
Glume: Jack Nicholson (Melvin Udall), Helen Hunt (Carol Connelly), Greg Kinnear (Simon Bishop), Cuba Gooding Jr. (Frank) i dr.

## Radnja
New York. Melvin je mizantrop i hipohondar, mrzovoljni i cinični čovjekomrzac koji ne voli nikoga, izbjegava pukotine na podu, baca sapun u smeće čim jednom opere ruke i koji živi od pisanja romantičnih romana za žene u svojem stanu. Njegovi susjedi ga izbjegavaju a mete njegovih sarkastičnih komentara su djeca, Židovi, homoseksualci i crnci. No u biti je Melvin zapravo usamljena, neprilagođena osoba s mekim srcem. Kada njegov gay susjed Simon biva opljačkan i hospitaliziran, Melvin prihvati brinuti se za njegovog psa. Carol, konobarica u njegovom omiljenom restoranu, ima bolesnog sina, pa Melvin plati doktora da ga pregleda, navodno kako bi se ona vratila i ponovno mu donosila obroke. No Carol u toj gesti sluti više pa ga odluči malo bolje upoznati. Ubrzo između Melvina i Carol izbiju iskre ljubavi...

## Nagrade
- Osvojena 3 Zlatna globusa (najbolji film - komedija ili mjuzikl, najbolji glavni glumac u komediji ili mjuziklu Jack Nicholson, glavna glumica u komediji ili mjuziklu Helen Hunt) i 3 nominacije (najbolja režija, scenarij, sporedni glumac Greg Kinear).
- Osvojena 2 Oscara (najbolji glavni glumac Jack Nicholson, glavna glumica Helen Hunt) i 5 nominacija (najbolji film, scenarij, sporedni glumac Greg Kinear, glazba, montaža ).

## Kritike
Film je bio uglavnom hvaljen. Mary Ann Johanson je zaključila: Bolje ne može u Hollywoodu, a Mary Brennan: Potpuno lažno, kao i svi sitcomi, ali to nije neophodno loša stvar. Kritičar Frederic Brussat je zapisao: U ovoj urnebesnoj drami o osobnoj transformaciji, scenarist i redatelj James L. Brooks iskorištava sve mogućnosti...Nakon demonstracija multiple nježnosti, junak Melvin je spreman na najveći izazov - naučiti izraziti svoju ljubav prema Carol. Bolje ne može je netipična romantična komedija. Sve njene poruke zaslužuju da se prime od srca. Nemoj prebrzo suditi ljudima. Nikada nemoj nekoga otpisati. Čak i najčudniji i najiritantniji ljudi su puni iznenađenja. Svatko je sposoban voljeti.

## Vanjske poveznice
- Bolje ne može u internetskoj bazi filmova IMDb-a (engl.)
- Bolje ne može na Rotten Tomatoes (engl.)